# Sartia
La sàrtia è la cima, o il cavo, utilizzata nelle imbarcazioni a vela per sorreggere l'albero (o gli alberi, a seconda del piano velico della barca). Generalmente ci si riferisce ad essa al plurale: sàrtie o sàrte (ant.) (e non sartìe) e in generale sartiame.

## Storia e materiali
Originariamente in canapa, sono ora cavi di acciaio inossidabile intrecciati o tondini pieni (nelle imbarcazioni più grandi). Oggi la tecnologia consente anche l'utilizzo di nuovi materiali quali il Kevlar e il PBO. Anche se nel 1800 erano già in uso altri materiali, la canapa veniva usata per il sartiame nelle spedizioni ai poli in quanto garantiva maggior resistenza alle basse temperature.

## Tecnicità
Solitamente, per mantenere l'albero in posizione, possono esserci diverse sartie per lato. Sulle derive non sempre esistono le sartie, alcuni tipi di deriva, infatti, hanno una scassa che permette di sorreggere l'albero senza altri ausilii. Al contrario, con l'aumento delle dimensioni delle imbarcazioni, conseguentemente degli alberi, aumenterà anche il numero di sartie.
Sartie particolari sono quelle di poppa e di prua, queste infatti non si chiameranno più sartie ma, rispettivamente, paterazzo (o strallo di poppa se non ragionevolmente regolabile) e strallo di prua (se ce ne fossero due o più, quello a poppa rispetto allo strallo più a prua si chiamerebbe stralletto).
Il sartiame moderno può essere anche regolato al fine di incurvare un albero flessibile verso prua o verso poppa, a seconda delle condizioni del vento e del mare e delle andature che si vogliono sfruttare (ad esempio) durante una regata.

## Sàrtie volanti
Nel piano velico frazionato la vela di prua è fissata ad un'altezza intermedia dell'albero; per contrastare la tensione portata in quel punto dalla vela, occorre armare alla stessa altezza le sartie volanti, così dette perché ad ogni virata la sartia volante sopravvento viene posta in tensione (cazzata) mentre quella sottovento viene mollata (lascata).